# 旋轉接點

旋轉接點剖面圖，不允許二元件之間的相對移動

旋轉接點（revolute joint）也稱為销接點（pin joint）或樞紐接點（hinge joint）是一種用在機構中，單自由度的运动副。旋轉接點可以使元件延著一個軸旋轉，可以用在門的铰链、折疊機構或是其他單軸旋轉的設備中，旋轉接點只允許二元件之間的相對轉動，不允許相對運動。
旋轉接點一般是由銷釘以及肘節接頭組成，兩者之間會有轉動轴承潤滑。旋轉接點的接觸面是圓柱型的，因此屬於低运动副。不過若銷和孔之間的公差太大（為了要可以轉動，一定會有公差），會讓兩者之間的表面接觸變成線接觸 。
旋轉接點兩元件之間的接觸常會假設沒有摩擦力，有時也會用簡化的模型，假設是線性的粘性阻尼，其公式為{\displaystyle T=B\,\omega }，其中T是摩擦力矩， ω是相對角速度，B是摩擦常數。有些較複雜的模型會將靜摩擦力和斯特里貝克曲線也考慮進來。

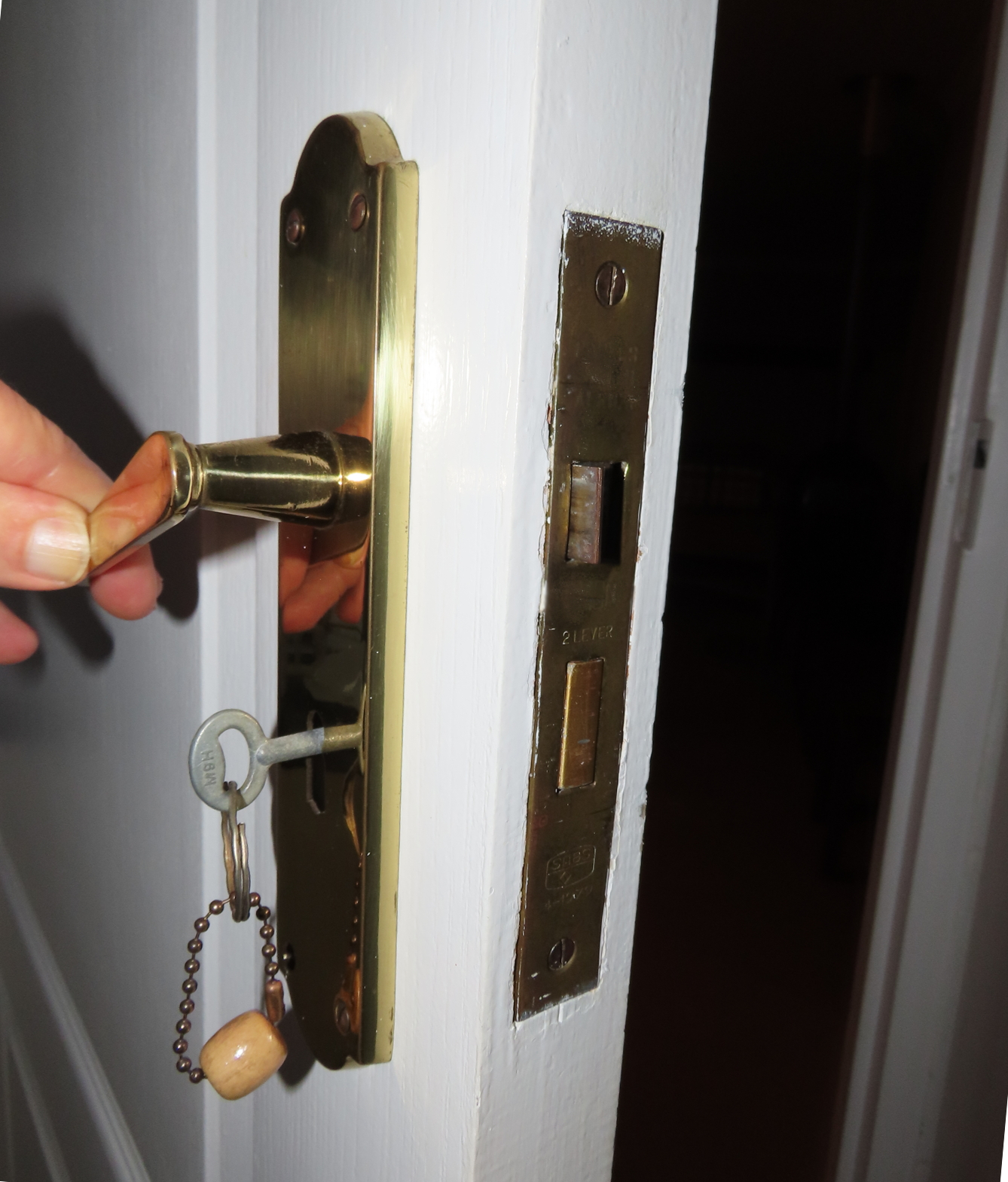
開門時會透過鎖匙帶動內部的旋轉接點轉動，若鎖匙正確，會讓內部的彈簧機構在正確位置，門就可以打開